# پولیتس
پولیتس (به آلمانی: Pölitz) یک شهر در آلمان است که در Stormarn واقع شده‌است. پولیتس ۱٬۱۷۵ نفر جمعیت دارد.